# Corumbiara
Corumbiara este un oraș în Rondônia (RO), Brazilia.